# قصة الفاروق (برنامج)
قصة الفاروق هو برنامج تلفزيوني ديني تم بثه على عدة قنوات من بينها  ام بي سي 1 يقدمه الداعية الإسلامي الكويتي نبيل العوضي. موضوع البرنامج  عن سيرة الفاروق عمر بن الخطاب ثاني الخلفاء الراشدين, وتم عرض البرنامج في  رمضان  2012.

## موضوع البرنامج
يتحدث نبيل العوضي في جوانب التميز في سيرة الفاروق عمر بن الخطاب في المجالات الإدارية، والسياسية، والإيمانية، والتربوية، وعرض المواقف البارزة، والمقولات العظيمة له.
ومن الموضوعات البرنامج في قصة الفاروق" ، إسلام عمر، والزهد، وشجاعة عمر، الحريات وحقوق الإنسان في عهد عمر، التعامل مع غير المسلمين، تعامل عمر في بيته، وتعامله مع الصحابة وآل البيت، كما يتطرق البرنامج إلى عدل عمر، وقصة شهادته.

## حلقات البرنامج
| رقم الحلقة | أسم الحلقة                                                 | المراجع |
| ---------- | ---------------------------------------------------------- | ------- |
| 1          | حلم عجيب يقود الفاروق إلى الإسلام                          | [ 2 ]   |
| 2          | قصة إسلام عمر الفاروق (1)                                  | [ 3 ]   |
| 3          | قصة إسلام عمر الفاروق (2)                                  | [ 4 ]   |
| 4          | قصة هجرة عمر إلى المدينة                                   | [ 5 ]   |
| 5          | نزول آيات قرآنية موافقة لكلام عمر الفاروق                  | [ 6 ]   |
| 6          | مجالسة الفاروق للرسول وتلقى العلم منه صلى الله عليه وسلم   | [ 7 ]   |
| 7          | من صفات الفاروق .. الشجاعة والجرأة                         | [ 8 ]   |
| 8          | حب الفاروق الشديد للرسول صلى الله عليه وسلم                | [ 9 ]   |
| 9          | ما زادت إمارة المؤمنين للفاروق إلا تواضعا                  | [ 10 ]  |
| 10         | حكمتَ، فعدلتَ، فأمِنتَ، فنمتَ                                   | [ 11 ]  |
| 11         | رحمة الفاروق عمر بن الخطاب بأمته                           | [ 12 ]  |
| 12         | زهد الفاروق عمر بن الخطاب                                  | [ 13 ]  |
| 13         | لا يشبع والناس جياع !                                      | [ 14 ]  |
| 14         | الفاروق يوجه رسالة قوية إلي "نهر النيل" في مصر             | [ 15 ]  |
| 15         | الفاروق يأمر بإعادة الأبناء من ساحة المعارك لرعاية والديهم | [ 16 ]  |
| 16         | متى استعبدتم الناس وقد ولدتهم أمهاتهم أحرارا               | [ 17 ]  |
| 17         | عدل الفاروق                                                | [ 18 ]  |
| 18         | الفاروق يشجع الرعية على محاسبة الحاكم                      | [ 19 ]  |
| 19         | عمرالفاروق القوي يبكي من خشية الله                         | [ 20 ]  |
| 20         | كفى بالموت واعظا                                           | [ 21 ]  |
| 21         | حاسبوا أنفسكم قبل أن تحاسبوا                               | [ 22 ]  |
| 22         | الحب المتبادل بين عمر الفاروق وآل البيت                    | [ 23 ]  |
| 23         | ما أجمل بيت الفاروق عمر                                    | [ 24 ]  |
| 24         | ورع الفاروق عمر بن الخطاب                                  | [ 25 ]  |
| 25         | تنظيم الفاروق للدولة الاسلامية                             | [ 26 ]  |
| 26         | قرارات عمرالفاروق في عام الرمادة                           | [ 27 ]  |
| 27         | دخول عمر الفاروق بيت المقدس                                | [ 28 ]  |
| 28         | المؤامرة لقتل عمرالفاروق                                   | [ 29 ]  |
| 29         | استشهاد عمر الفاروق                                        | [ 30 ]  |
| 30         | ماذا تعلمنا من حياة عمر الفاروق                            | [ 31 ]  |

## آي تيونز
قام الشيخ نبيل العوضي ببث جميع الحلقات بلا مقابل على موقع الصوتيات الشهير آي تيونز عام 2012.